# Filip Bernadowski
Filip Bernadowski (ur. 20 czerwca 1979 w Łodzi) – polski łyżwiarz figurowy, startujący w parach tanecznych z Aleksandrą Kauc. Uczestnik mistrzostw świata i Europy, medalista zawodów międzynarodowych, dwukrotny mistrz Polski juniorów (1998, 1999) oraz dwurktony brązowy medalista mistrzostw Polski seniorów (2000, 2001). Zakończył karierę sportową w 2001 roku.
Jego młodszy brat Maciej (ur. 1989) również był łyżwiarzem figurowym, który startował w konkurencji par tanecznych.
Występował w I edycji programu Gwiazdy tańczą na lodzie, gdzie wraz z dziennikarką Anną Popek zajęli 4. miejsce. W II edycji tego programu partnerowała mu aktorka Karolina Nowakowska (6. miejsce), zaś w III edycji aktorka Katarzyna Zielińska (3. miejsce).

## Osiągnięcia
Z Aleksandrą Kauc
| Zawody                                | 97–98          | 98–99          | 99–00          | 00–01          |                |                |                |                |                |                |                |                |                |                |                |                |                |
| Międzynarodowe                        | Międzynarodowe | Międzynarodowe | Międzynarodowe | Międzynarodowe | Międzynarodowe | Międzynarodowe | Międzynarodowe | Międzynarodowe | Międzynarodowe | Międzynarodowe | Międzynarodowe | Międzynarodowe | Międzynarodowe | Międzynarodowe | Międzynarodowe | Międzynarodowe | Międzynarodowe |
| ------------------------------------- | -------------- | -------------- | -------------- | -------------- | -------------- | -------------- | -------------- | -------------- | -------------- | -------------- | -------------- | -------------- | -------------- | -------------- | -------------- | -------------- | -------------- |
| Mistrzostwa świata                    |                |                | 17             |                |                |                |                |                |                |                |                |                |                |                |                |                |                |
| Mistrzostwa Europy                    |                |                |                | 22             |                |                |                |                |                |                |                |                |                |                |                |                |                |
| GP Skate Canada International         |                |                |                | 8              |                |                |                |                |                |                |                |                |                |                |                |                |                |
| Memoriał Karla Schäfera               |                |                | 2              |                |                |                |                |                |                |                |                |                |                |                |                |                |                |
| Nebelhorn Trophy                      |                |                | 4              |                |                |                |                |                |                |                |                |                |                |                |                |                |                |
| Skate Israel                          |                |                | 6              |                |                |                |                |                |                |                |                |                |                |                |                |                |                |
| Zimowa uniwersjada                    |                |                |                | 11             |                |                |                |                |                |                |                |                |                |                |                |                |                |
| Międzynarodowe: Kategorie młodzieżowe |                |                |                |                |                |                |                |                |                |                |                |                |                |                |                |                |                |
| Mistrzostwa świata juniorów           | 8              | 8              |                |                |                |                |                |                |                |                |                |                |                |                |                |                |                |
| JGP we Francji                        | 6              |                |                |                |                |                |                |                |                |                |                |                |                |                |                |                |                |
| JGP w Niemczech                       | 6              | 4              |                |                |                |                |                |                |                |                |                |                |                |                |                |                |                |
| JGP na Słowacji                       |                | 6              |                |                |                |                |                |                |                |                |                |                |                |                |                |                |                |
| Autumn Trophy                         |                | 2 J            |                |                |                |                |                |                |                |                |                |                |                |                |                |                |                |
| Krajowe                               |                |                |                |                |                |                |                |                |                |                |                |                |                |                |                |                |                |
| Mistrzostwa Polski                    | 1 J            | 1 J            | 3              | 3              |                |                |                |                |                |                |                |                |                |                |                |                |                |